# Chiang Fang-liang
Faina Chiang Fang-liang, ursprungligen Faina Ipatievna Vachreva (ryska: Фаина Ипатьевна Вахрева), född den 15 maj 1916 nära Orsja i Guvernementet Vitebsk i Kejsardömet Ryssland (nu Belarus), död 15 december 2004 i Taipei, var gift med den taiwanensiske presidenten Chiang Ching-kuo.
Född i dagens Belarus flyttades hon med sin familj till ryska Jekaterinburg under första världskriget. Som medlem i sovjetiska Komsomol arbetade hon för Chiang Kai-sheks son Chiang Ching-kuo från 1933; de gifte sig 15 mars 1935. År 1936 mottogs paret av Chiang Kai-shek och Soong May-ling i Hangzhou. Hon bodde sedan med sin svärmor Mao Fumei i Xikou, Zhejiang, där hon lärde sig behärska Ningbo-dialekten.
Under perioden 1978-1988 var hon, som gift med presidenten, Taiwans första dam. Hon sågs sällan offentligt på grund av det spända politiska läget med Sovjetunionen och på grund av sin kommunism, och nämndes sällan i media. År 1992 mottog hon en delegation från Belarus huvudstad Minsk. I Taiwan beskrevs hon efter makens död som en tapper änka som värdigt stod ut med sin ensamhet. Hon fick en statsbegravning.